# Pouya Naserpour
Pouya Naserpour (pers. پویا ناصر پور; ur. 1998) – irański zapaśnik walczący w stylu klasycznym. Zajął dziesiąte miejsce na mistrzostwach świata w 2019. Mistrz Azji w 2020. Brązowy medalista wojskowych MŚ z 2021. Mistrz świata juniorów w 2018. Trzeci na MŚ kadetów w 2014. Mistrz Azji juniorów w 2018. Trzeci na mistrzostwach Azji kadetów w 2015 roku.